# Lumigny
Lumigny is een plaats in het Franse departement Seine-et-Marne in de gemeente Lumigny-Nesles-Ormeaux.

## Geschiedenis
Op 1 januari 1973 fuseerde de gemeente met Nesles en Ormeaux in een fusion-association tot één gemeente, waarvan Lumigny de hoofdplaats werd.
Lumigny · Nesles · Ormeaux